# لیگ دسته‌یک والیبال مردان ایران ۱۳۶۹
لیگ برتر والیبال ایران ۱۳۶۹ یکمین دوره مسابقات دسته‌یک والیبال ایران می‌باشد. به علت انقلاب ۱۳۵۷ و جنگ ایران و عراق، لیگ برتر والیبال ایران و جام پاسارگاد به مدت ۱۲ سال برگزار نشد تا در سال ۱۳۶۹ چهارمین دوره این رقابت‌ها با حضور ۱۰ تیم به صورت دوره‌ای برگزار شد. تیم بنیاد شهید تهران در شروع مجدد این رقابت‌ها با هدایت مهدی صابرپور و حسین پور اعتمادی قهرمان شد.

## جدول رده‌بندی
| رتبه | تیم              |
| ---- | ---------------- |
| ۱    | بنیاد شهید تهران |
| ۲    | بانک ملی تهران   |
| ۳    | بانک ساری        |

## رده‌بندی نهایی
| رتبه | تیم              |
| ---- | ---------------- |
| 1    | بنیاد شهید تهران |
| 2    | بانک ملی تهران   |
| 3    | بانک ساری        |

|  | راه‌یافته به جام صلح ۱۹۹۱ |

| قهرمان فصل ۱۳۶۹ لیگ برتر ایران  |
| ------------------------------- |
| بنیاد شهید تهران نخستین قهرمانی |

|  |  |